# Trần Duy Quán
Trần Duy Quán (tiếng Anh: Joe Chan Wai Kwun, tiếng Trung: 陳維冠; sinh ngày 17 tháng 4 năm 1969, hiện là giám đốc bộ chế tác hí kịch kiêm giám chế của đài truyền hình TVB

## Lý lịch sơ lược
Trần Duy Quán hồi trẻ tốt nghiệp Tiểu học Anh văn Thánh Nhược Sắt. trước khi chưa vào nghề từng làm công việc cổ phiếu, cũng từng làm qua công tác xã hội.
Năm 1991, gia nhập Đài truyền hình TVB Hong Kong, đảm nhiệm trợ lý biên đạo, vào giữa sau những năm 1990 thăng chức làm biên đạo, ngoại trừ công việc phía sau hậu trường, cũng từng làm khách mời diễn xuất cho một số phim truyền hình TVB.
Năm 2011, Trần Duy Quán thăng chức làm giám chế, bộ phim đầu tiên là《Nộ hỏa nhai đầu 2》.
Năm 2013, Trần Duy Quán cùng Âu Quán Anh giám chế bộ phim《Xung thượng vân tiêu 2 không những trở thành quán quân ratings của năm, còn được giải "Bộ phim hay nhất" trong《Lễ trao giải TVB 2013》.
Năm 2017, Trần Duy Quán giám chế bộ phim trọng điểm《Khoa thế đại》là một bộ chế tác lớn 50 tập có mức phí chế tác vượt 5000 vạn Đô la Hồng Kông, cũng là một trong những bộ phim mừng 50 năm thành lập TVB. Tình tiết "cường điệu" của phim khiến khán giả bất ngờ, nhận được nhiều đánh giá. Cuối cùng, bộ phim đoạt giải "Bộ phim hay nhất" trong《Lễ trao giải TVB 2017》, cũng là bộ phim do Trần Duy Quán giám chế lại lần nữa đoạt giải sau 4 năm.

## Cuộc sống tình cảm
Vào năm 2003, Trần Duy Quán kết hôn với bạn gái đã yêu 10 năm, vợ ông họ Dư, là viên chức cao cấp Sở lao động Hong Kong.

## Tác phẩm

### Phim truyền hìnhTVB

#### Trợ lý biên đạo
| Năm  | Tên phim               | Tên phim    | Ghi chú |
| Năm  | Tiếng Việt             | Tiếng Trung | Ghi chú |
| 1991 | Hoàng gia thiết mã     | 皇家鐵馬    |         |
| 1991 | Lão hữu quỷ quỷ        | 老友鬼鬼    |         |
| 1992 | Long ảnh hiệp          | 龍影俠      |         |
| 1992 | Tôi yêu bàn Nha Sát Tô | 我愛牙擦蘇  |         |
| 1993 | Mã dương đại hưởng     | 馬場大亨    |         |
| 1993 | Ma đao hiệp tình       | 魔刀俠情    |         |

#### Biên đạo
| Năm       | Tên phim       | Tên phim    | Ghi chú |
| Năm       | Tiếng Việt     | Tiếng Trung | Ghi chú |
| 2016      | Cương          | 殭          |         |
| 2020      | Sát thủ        | 殺手        |         |
| 2021      | Thất công chúa | 七公主      |         |
| Đang quay | 42 Chương kinh | 四十二章經  |         |

#### Giám chế
| Năm       | Tên phim                    | Tên phim        | Ghi chú                 |
| Năm       | Tiếng Việt                  | Tiếng Trung     | Ghi chú                 |
| 2012      | Nộ hỏa nhai đầu 2           | 怒火街頭2       |                         |
| 2013      | Xung thượng vân tiêu II     | 衝上雲霄II      | Hợp tác với Âu Quán Anh |
| 2014      | Câu lạc bộ nữ nhân          | 女人俱樂部      | Hợp tác với Tăng Chí Vĩ |
| 2015      | Bốn người phụ nữ ba cái BAR | 四個女仔三個BAR |                         |
| 2016      | Cương                       | 殭              |                         |
| 2016      | Mạc hậu ngoạn gia           | 幕後玩家        |                         |
| 2017      | Khoa thế đại                | 誇世代          |                         |
| 2020      | Sát thủ                     | 殺手            |                         |
| 2021      | Thất công chúa              | 七公主          |                         |
| Đang quay | 42 chương kinh              | 四十二章經      |                         |

### Điện ảnh

#### Đạo diễn
- Kim đồng

## Tác phẩm diễn xuất

### Phim truyền hìnhTVB
| Năm  | Tên phim           | Tên phim    | Vai diễn                           |
| Năm  | Tiếng Việt         | Tiếng Trung | Vai diễn                           |
| 1998 | Thiên địa hào tình | 天地豪情    | Ken (Tập 15)                       |
| 1999 | Sáng thế kỷ        | 創世紀      | Mã Thụy An (Tập 41, 40)            |
| 2017 | Khoa thế đại       | 誇世代      | Lữ khách (Tập 1), Đạo diễn (Tập 2) |

## Hợp tác
Trần Duy Quán hợp tác giám chế tác phẩm cùng Quan Tụng Linh, Trịnh Thành Võ, Chung Quốc Cường và Huỳnh Hạo Huy nhiều lần.
Trong thời kỳ làm giám chế, các diễn viên chuyên dụng có:
- 8 bộ: Lâm Cảnh Trình, Đới Diệu Minh
- 7 bộ: Trịnh Tử Thành, Tần Hoàng, Lý Hào
- 6 bộ: Dương Chứng Hoa, Giang Mỹ Nghi, Tôn Tuệ Tuyết, Tô Ân Từ
- 5 bộ: Cung Gia Hân, Huỳnh Sơn Di, Lý Quân Nghiên, Lục Vĩnh, Lưu Bội Nguyệt, Trần Oánh, Lợi Dĩnh Di, Hà Bội Dân

## Giải thưởng

### Lễ trao giải thường niên TVB
| Năm  | Giải thưởng      | Bộ phim                     | Kết quả   |
| 2013 | Bộ phim hay nhất | 《Xung thượng vân tiêu II》 | Đoạt giải |
| 2017 | Bộ phim hay nhất | 《Khoa thế đại》            | Đoạt giải |
| 2021 | Bộ phim hay nhất | 《Thất công chúa》          | Đoạt giải |